# Dorfkirche Löwenberg

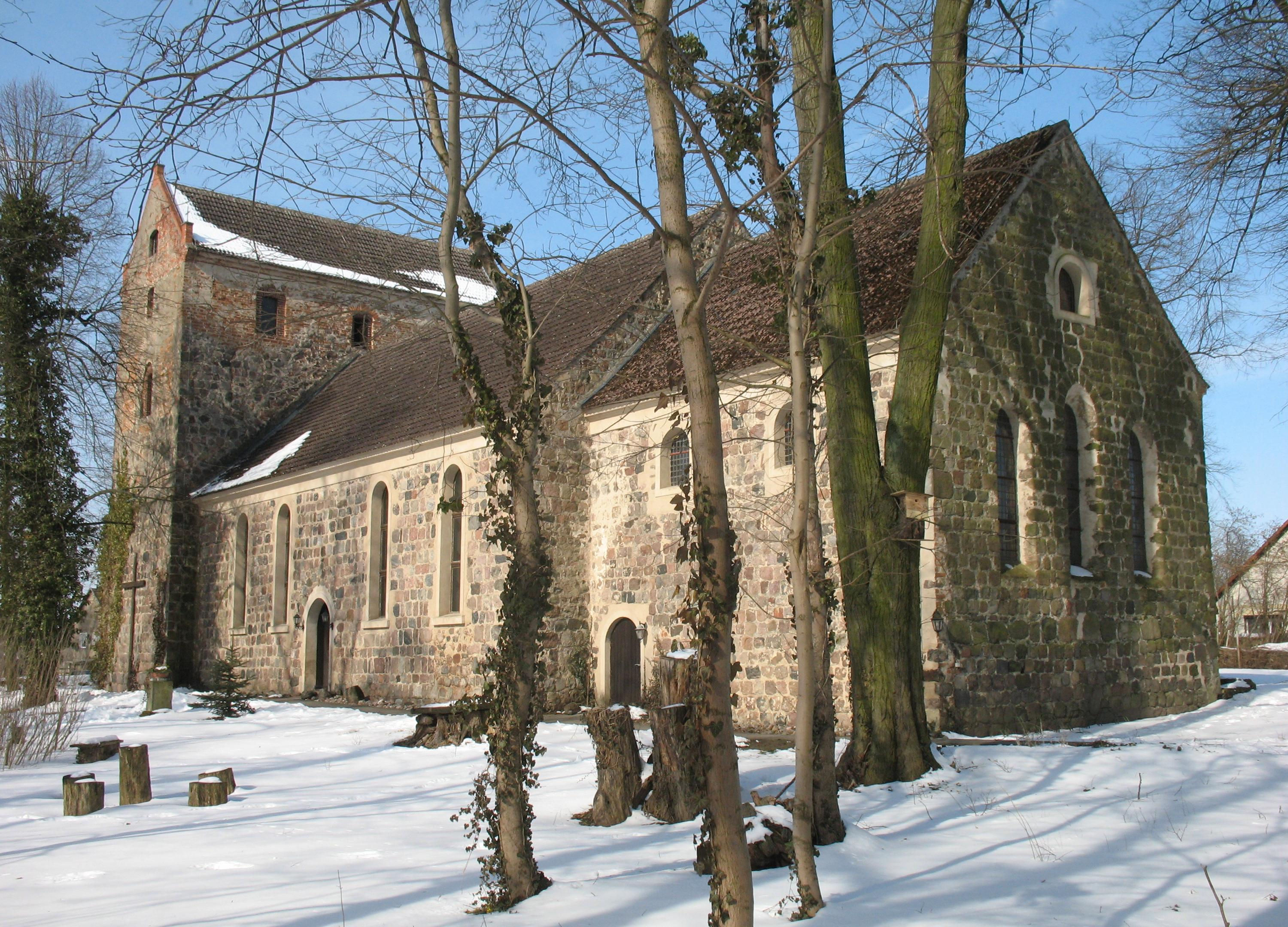
Dorfkirche Löwenberg

Die evangelische Dorfkirche Löwenberg ist eine frühgotische Feldsteinkirche in Löwenberg, einem Ortsteil der Gemeinde Löwenberger Land im Landkreis Oberhavel im Land Brandenburg. Die Kirchengemeinde gehört zum Kirchenkreis Oberes Havelland der Evangelischen Kirche Berlin-Brandenburg-schlesische Oberlausitz.

## Lage
Die Bundesstraße 167 führt von Südwesten kommend in nordöstlicher Richtung durch den Ort. Im historischen Dorfzentrum stößt von Süden die Bundesstraße 96 hinzu. Die Kirche steht nördlich dieser Kreuzung auf einem Grundstück mit einem Kirchfriedhof, der mit einer Mauer aus unbehauenen und nicht lagig geschichteten Feldsteinen eingefriedet ist.

## Geschichte

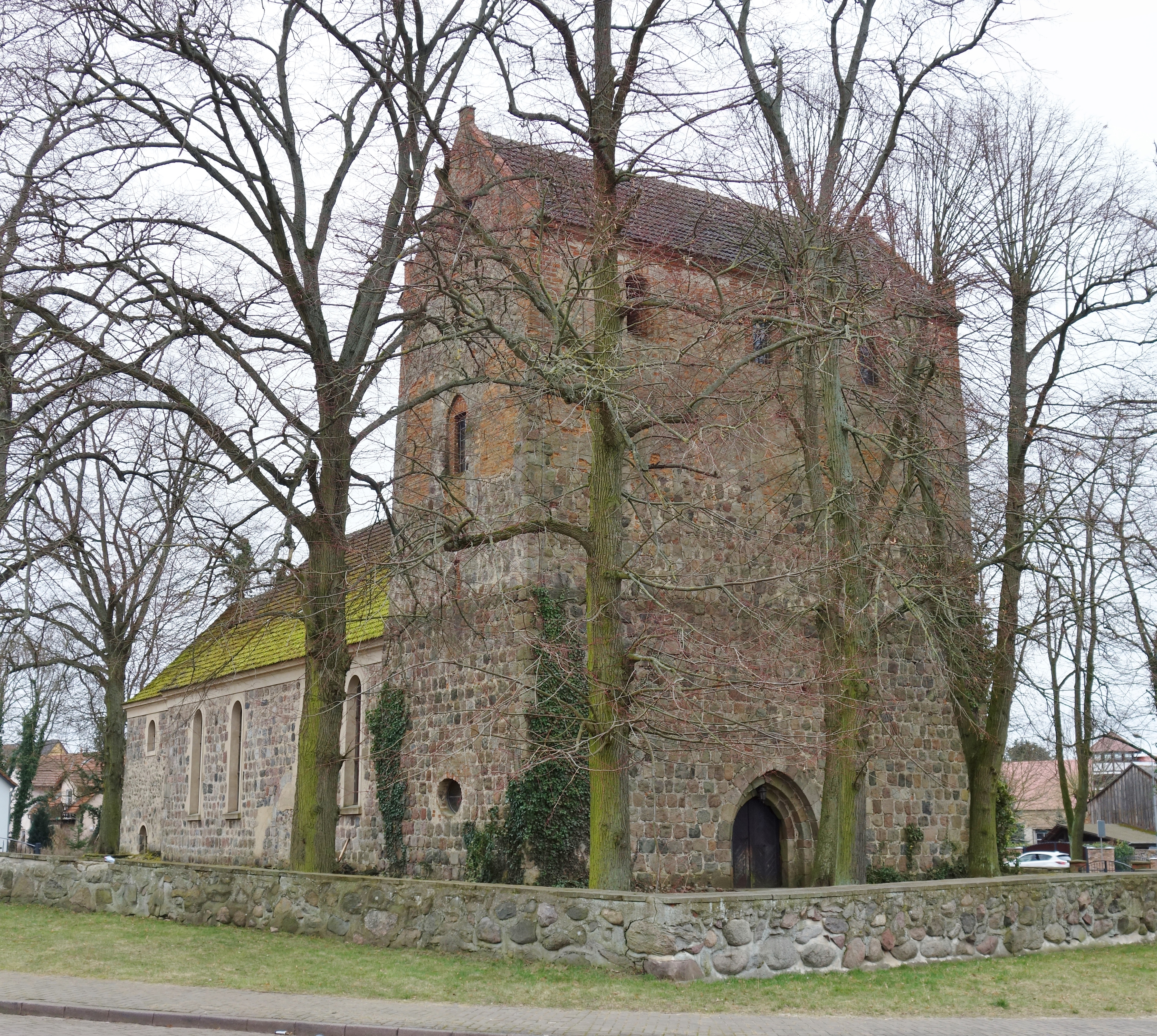
Ansicht von Nordwesten

Das Bauwerk entstand in der Mitte des 13. Jahrhunderts. Auf Geheiß des Dompropstes Johann Heinrich von Bredow erfolgte im Jahr 1730 eine Umgestaltung. Dabei wurde, so die Gemeinde Löwenberger Land, der Kirchturm vom Langhaus abgetrennt und eine Mauer mit Rundbogentür eingefügt. In den Seitenmauern entstanden Ochsenaugen; die oberen Turmfenstern wurden zugesetzt. Vermutlich könnte auch das südliche Schiffsportal in dieser Zeit zu einer Rundbogentür verändert worden sein. Von Bredow starb nur kurze Zeit nach den Umbauten. Die Kirchengemeinde stellte damals im Chor der Kirche den Sarkophag aus Marmor auf, so dass ein Mausoleum entstand. Der Altar musste dabei weichen und wurde verkleinert westlich des Triumphbogens aufgestellt. Am 9. März 1808 kam es zu einem Brand, bei dem das Bauwerk fast vollständig zerstört wurde. Erst 1815 begann der Wiederaufbau. Im Jahr 1832 erhielt der Kirchturm ein Satteldach; im Innenraum wurden der Kanzelaltar, die Fünte, das Gestühl, die Orgel sowie die Emporen verändert. Der Chor erhielt eine Notsicherung, mit einer Mauer vom Hauptschiff abgetrennt und erst 1955 zur Winterkirche ausgebaut. In der Zwischenzeit erfolgte um 1905 eine Ausmalung im Jugendstil. Eine umfassende Sanierung fand in den Jahren 1986 bis 1991 unter einer freien Neufassung der Empore statt.

## Baubeschreibung

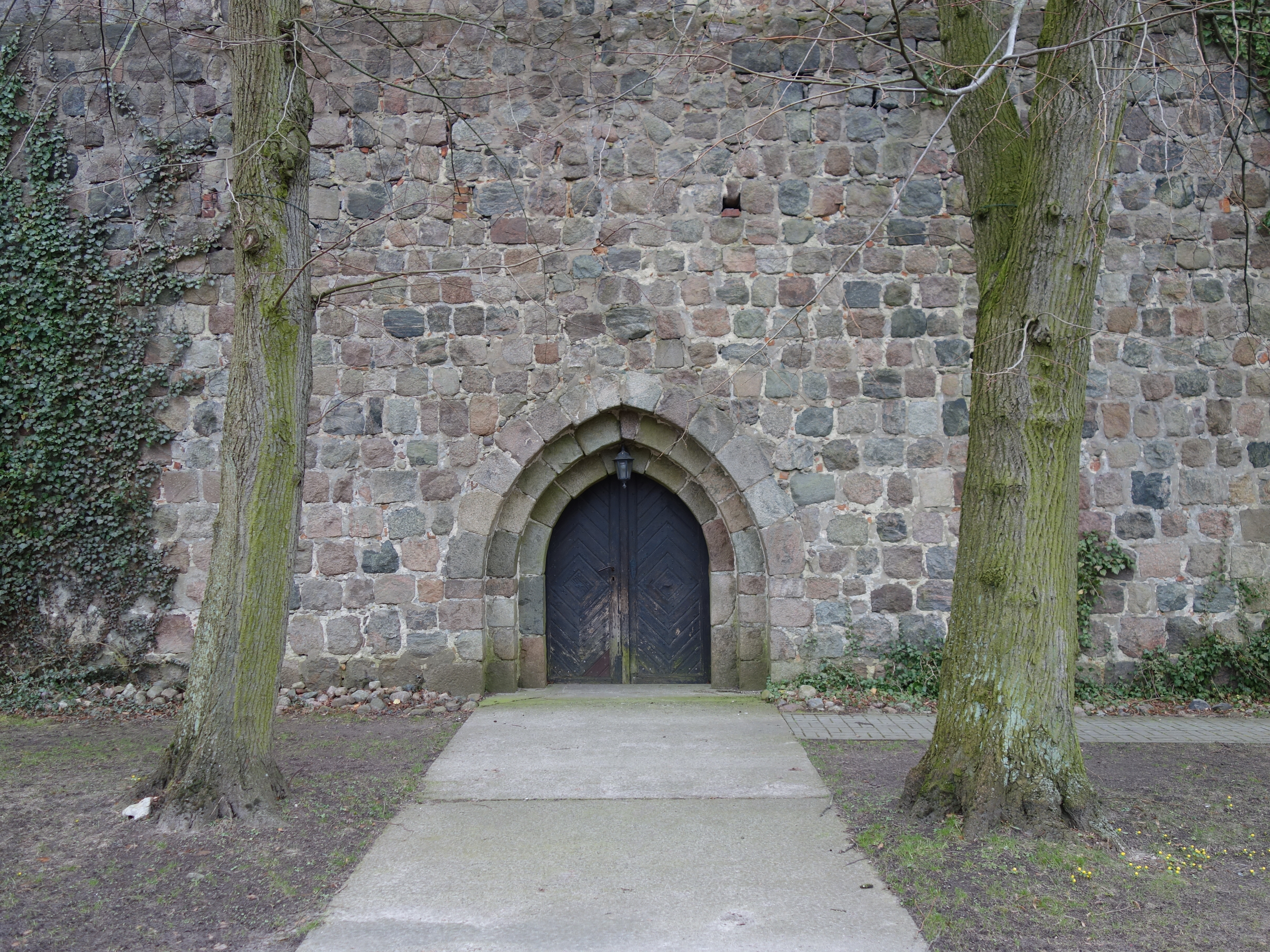
Westportal

Das Bauwerk entstand im Wesentlichen aus Feldsteinen, die behauen und lagig geschichtet wurden und damit die Entstehung im 13. Jahrhundert unterstreichen. Der Chor hat einen rechteckigen Grundriss und ist leicht eingezogen. Am Chorschluss befinden sich drei Rundbogenfenster, von denen das mittlere leicht überhöht ist. Im darüberliegenden Giebel ist ein weiteres, kleineres Rundbogenfenster. An der Nord- und Südseite des Chors sind an jeder Seite eine kleine Pforte sowie je zwei weitere Fenster, die am Übergang zum schlichten Satteldach angeordnet wurden.
Das Kirchenschiff hat ebenfalls einen rechteckigen Grundriss; die Ostseite ist geschlossen. An der Nord- und Südseite sind je vier große Rundbogenfenster mit einer betonten Laibung; an der Südseite zusätzlich noch mittig ein Rundbogenportal.
Der querrechteckige, spätgotische Kirchturm ist überbreit und besteht im oberen Bereich aus Mauersteinen. Es ist denkbar, so die Kirchengemeinde, dass ursprünglich eine zweitürmige Westfront errichtet werden sollte. An der Westseite ist ein dreifach getrepptes Portal; im Erdgeschoss an der Nordseite ein Ochsenauge. Weitere Öffnungen befinden sich erst oberhalb der Höhe der Dachtraufe des Schiffs. So ist an der Nord- und Südseite eine spitzbogenförmige Blende und darin ein hochrechteckiges Fenster. An der West- und Ostseite sind mehrere Öffnungen, die teilweise als Klangarkaden genutzt werden. Der Turm besitzt ein quergestelltes Satteldach, das mit Fialen und je einem Kreuz verziert ist.

## Ausstattung

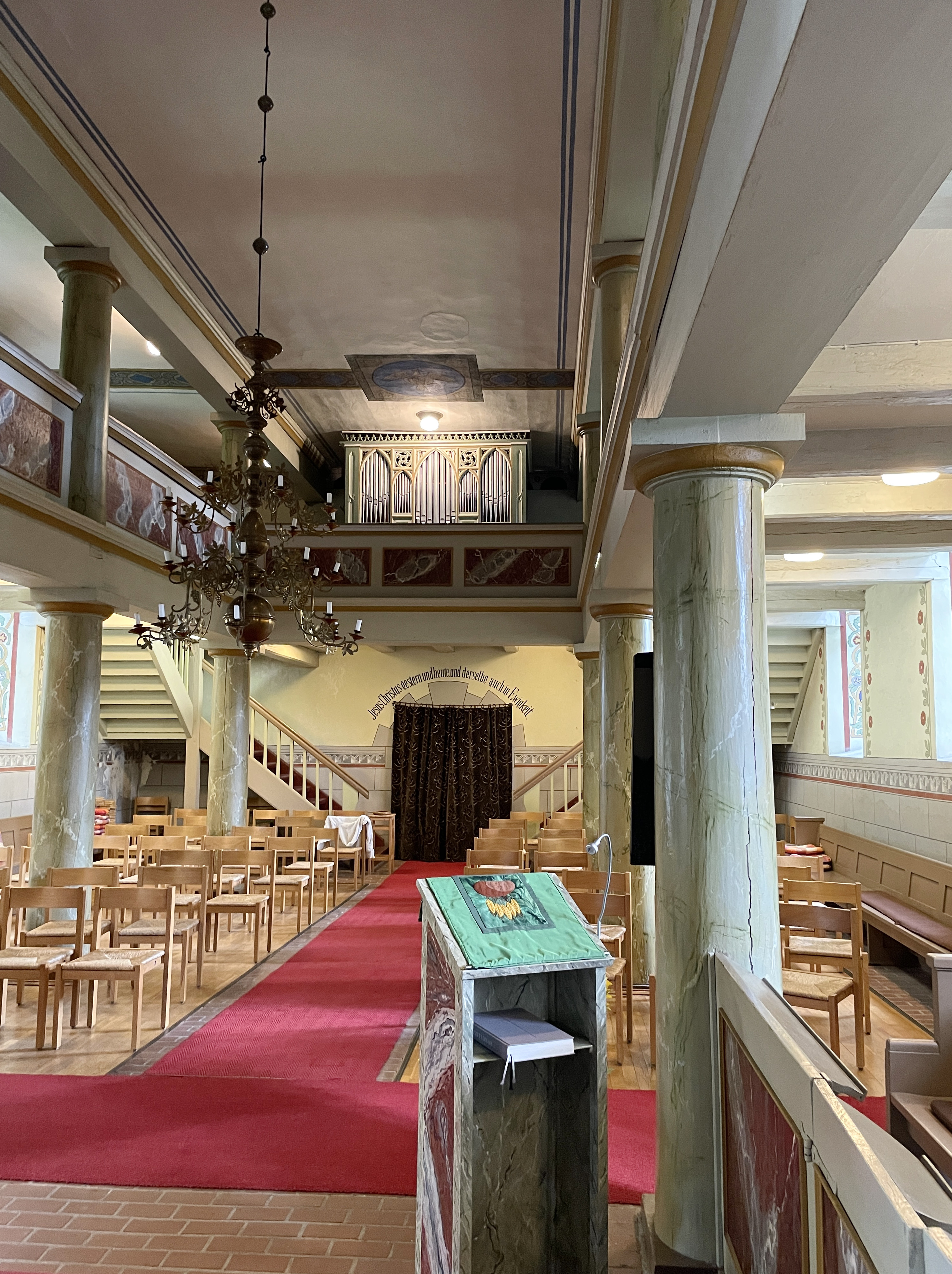
Blick Richtung Orgelempore

### Kirchenausstattung
Die Kirchenausstattung stammt im Wesentlichen aus der Zeit nach dem großen Brand und kam 1832 in das Bauwerk, darunter ein Kanzelaltar, eine Fünte, das Gestühl sowie eine Orgel. Im Turm hängen Glocken, die von J. F. Thiele in Berlin gegossen wurden. Das Bauwerk ist im Innern flach gedeckt und ornamental ausgemalt. Auf der Empore steht eine Orgel mit acht Registern auf einem Manual und Pedal, die Friedrich Hermann Lütkemüller im Jahr 1853 errichtete.

### Monumentalgemälde Beckeraths
Karl Much war von 1882 bis 1922 in Löwenberg als Pfarrer tätig. Sein Sohn, Hans Much, hatte enge Beziehungen zum Maler Willy von Beckerath. Von diesem erhielt er zu Weihnachten 1931 zwei Monumentalgemälde: Ein 5,90 m × 4 m großes Werk mit dem Titel Die Predigt des Johannes von 1907 sowie ein 5,50 m × 3 m großes Werk mit dem Titel Kreuzigung von 1910. Much setzte sich nach dem großen Brand dafür ein, den mit einer Mauer verschlossenen Chor wieder öffnen zu lassen. Dort sollten die beiden Gemälde aufgehängt werden. Much starb aber 1932 und in der Zeit des Nationalsozialismus entsprachen die Bilder nicht dem Zeitgeist. Nach dem Zweiten Weltkrieg gerieten die Werke in Vergessenheit; im Chor wurde eine Winterkirche eingerichtet. Zu Beginn des 21. Jahrhunderts wurden die Werke wiederentdeckt und 2019 ausgerollt. Dabei zeigten sich erhebliche Schäden an den beiden Gemälden, die eine Restaurierung erforderlich machen. Einschließlich des von Much geplanten Umbaus belaufen sich die Kosten auf rund 130.000 Euro. Die Kirchengemeinde sucht (Stand 2021) Spenden, um sowohl die Restaurierung wie die ebenfalls erforderliche Sanierung des Dachs sowie der Glocken anzugehen.